# エリック・パーソン
エリック・パーソン（Erik Paulson、1965年6月28日 - ）は、アメリカ合衆国の男性総合格闘家。ミネソタ州出身。CSW主宰。ブラジリアン柔術黒帯、柔道黒帯、テコンドー黒帯。元修斗ライトヘビー級王者。

## 来歴
1996年5月7日、修斗で川口健次に勝利し、アメリカ人として初めて修斗ライトヘビー級タイトルを獲得。以降、5年に渡り同王座を保持（防衛1度）。
2000年9月28日、身体の故障を理由に同タイトルを返上し引退。
2007年9月8日、IGF「闘今BOM-BA-YE」に参戦。若翔洋と対戦し、STFで勝利。
2011年、「UFC登竜門TUF レスナー軍vsドス・サントス軍」にレスナー軍の打撃コーチとして出演。

## 戦績
| 総合格闘技 戦績 | 総合格闘技 戦績 | 総合格闘技 戦績 | 総合格闘技 戦績 | 総合格闘技 戦績 | 総合格闘技 戦績 | 総合格闘技 戦績 |
| --------------- | --------------- | --------------- | --------------- | --------------- | --------------- | --------------- |
| 17 試合         | (T)KO           | 一本            | 判定            | その他          | 引き分け        | 無効試合        |
| 11 勝           | 1               | 8               | 1               | 0               | 2               | 0               |
| 4 敗            | 2               | 1               | 1               | 0               | 2               | 0               |

| 勝敗 | 対戦相手               | 試合結果                           | 大会名                                                             | 開催年月日     |
| ○    | ジェフ・フォード       | 1R 1:44 腕ひしぎ十字固め           | HDNet Fights: Initiation Night                                     | 2007年10月13日 |
| ○    | ロナルド・ジューン     | 5分3R終了 判定3-0                  | SuperBrawl 17                                                      | 2000年4月15日  |
| ○    | 須田匡昇               | 3R 4:48 TKO（マウントパンチ）      | 修斗 Las Grandes Viajes 5 【修斗ライトヘビー級チャンピオンシップ】 | 1998年8月29日  |
| ×    | カーロス・ニュートン   | 1R 0:41 腕ひしぎ十字固め           | VALE TUDO JAPAN '97                                                | 1997年11月29日 |
| ×    | ポール・ジョーンズ     | 5分3R終了 判定0-2                  | 修斗 III Reconquista                                               | 1997年8月27日  |
| △    | ポール・ジョーンズ     | 5分3R終了 ドロー                   | Extreme Fighting 4                                                 | 1997年3月28日  |
| ○    | スチュアート・ハリソン | 2R 2:28 腕ひしぎ十字固め           | 修斗 I Reconquista 〜聖地奪還〜                                    | 1997年1月18日  |
| ×    | マット・ヒューム       | 3R 0:44 TKO（カット）              | Extreme Fighting 3                                                 | 1996年10月18日 |
| ○    | 川口健次               | 3R 1:23 アンクルホールド           | 修斗 Vale Tudo Junction 3 【修斗ライトヘビー級チャンピオンシップ】 | 1996年5月7日   |
| ○    | トッド・ビョーナサン   | 2R 0:26 フロントスリーパーホールド | 修斗 Vale Tudo Junction 1                                          | 1996年1月20日  |
| ×    | ジェームズ・ワーリング | 1R 16:08 TKO（タオル投入）         | World Combat Championship 1: First Strike 【準決勝】               | 1995年10月17日 |
| ○    | ショーン・マッコーリー | 1R 5:17 ギブアップ（打撃）         | World Combat Championship 1: First Strike 【1回戦】                | 1995年10月17日 |
| ○    | 奥田康則               | 1R 0:44 V1アームロック             | 修斗 Vale Tudo Perception                                          | 1995年9月26日  |
| ○    | ベン・スパイカーズ     | 5R 0:38 フロントスリーパーホールド | 修斗 Complete Vale Tudo Access                                     | 1995年7月29日  |
| ○    | 川口健次               | 2R 1:03 腕ひしぎ十字固め           | 修斗 Vale Tudo Access 2                                            | 1994年11月7日  |
| △    | 桜田直樹               | 3分5R終了 ドロー                   | 修斗                                                               | 1993年11月25日 |
| ○    | 草柳和宏               | 3R 1:46 三角絞め                   | 修斗                                                               | 1993年6月24日  |

## 獲得タイトル
- 第2代修斗ライトヘビー級王座（1996年）